# Alkohol dehidrogenaza
Alkohol dehidrogenaza (EC 1.1.1.1, alkoholna dehidrogenaza, ADH, alkoholna dehidrogenaza (NAD), alifatična alkoholna dehidrogenaza, etanol dehidrogenaza, NAD-zavisna alkoholna dehidrogenaza, NAD-specifična aromatična alkoholna dehidrogenaza, NADH-alkoholna dehidrogenaza, NADH-aldehidna dehidrogenaza, primarna alkoholna dehidrogenaza, kvaščana alkoholna dehidrogenaza) je enzim sa sistematskim imenom alkohol:NAD+ oksidoreduktaza. Ovaj enzim katalizuje sledeće hemijske reakcije
1. primarni alkohol + + {\displaystyle \rightleftharpoons } aldehid + NADH + H+
2. sekundarni alkohol + + {\displaystyle \rightleftharpoons } keton + NADH + H+

Alkoholna dehirogenaza je protein cinka. Ona deluje na primarne ili sekundarni alkohole ili hemi-acetale sa veoma širokom specifičnošću. Ovaj enzim slabije oksiduje metanol od etanola. Kod životinja, ali ne i kod kvasaca, ovaj enzim takođe deluje na ciklične sekundarne alkohole.

## Literatura
- Nicholas C. Price; Lewis Stevens (1999). Fundamentals of Enzymology: The Cell and Molecular Biology of Catalytic Proteins (Third изд.). USA: Oxford University Press. ISBN 019850229X.
- Eric J. Toone (2006). Advances in Enzymology and Related Areas of Molecular Biology, Protein Evolution (Volume 75 изд.). Wiley-Interscience. ISBN 0471205036.
- Branden C; Tooze J. Introduction to Protein Structure. New York, NY: Garland Publishing. ISBN 0-8153-2305-0.
- Irwin H. Segel. Enzyme Kinetics: Behavior and Analysis of Rapid Equilibrium and Steady-State Enzyme Systems (Book 44 изд.). Wiley Classics Library. ISBN 0471303097.

## Spoljašnje veze
- Alcohol+dehydrogenase на 